# Monodella stygicola
Monodella stygicola är en kräftdjursart som beskrevs av Sandro Ruffo 1949. Monodella stygicola ingår i släktet Monodella och familjen Monodellidae. Inga underarter finns listade i Catalogue of Life.